# 青井阿蘇神社

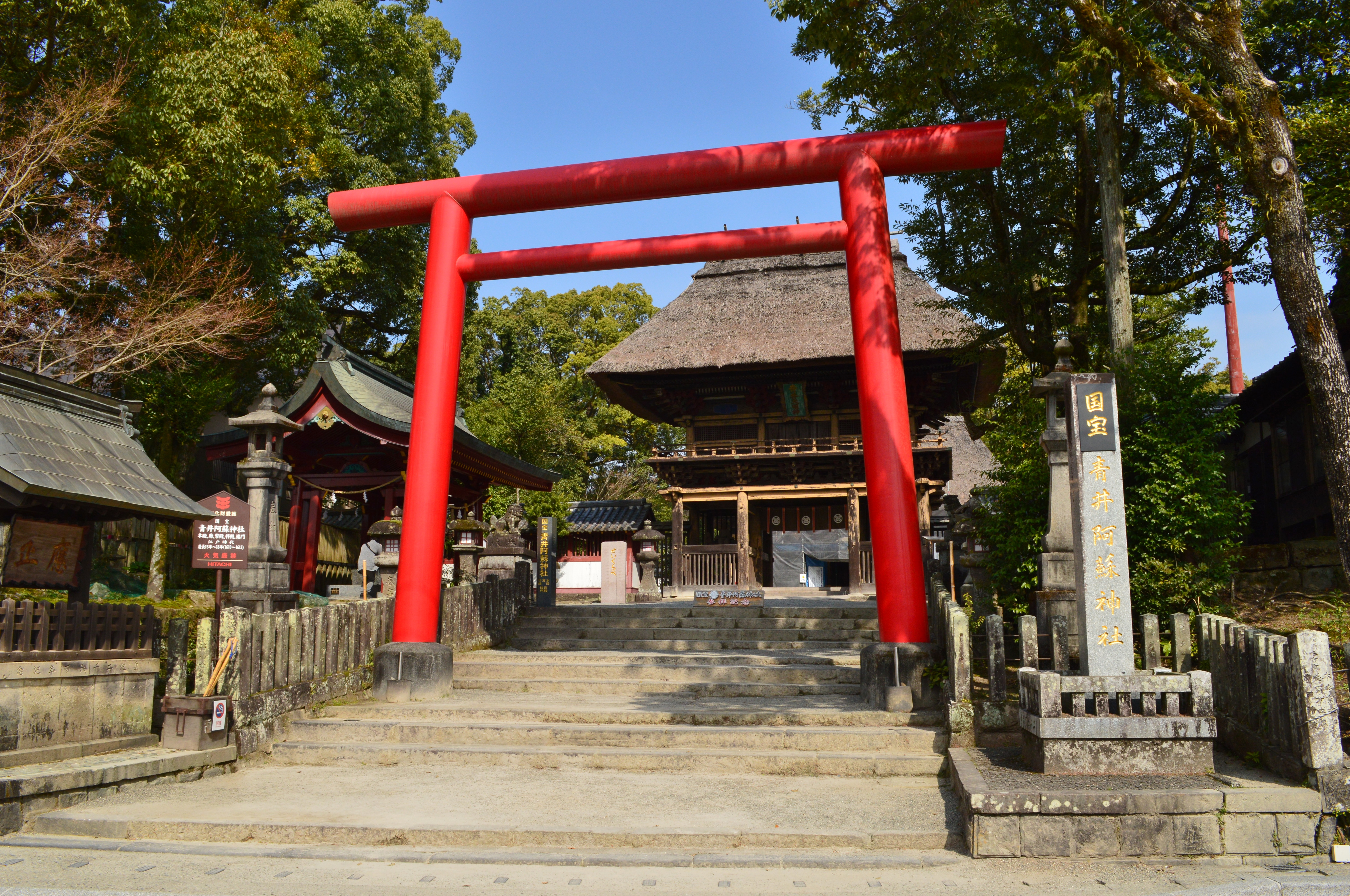
鳥居

青井阿蘇神社（あおいあそじんじゃ）は、熊本県人吉市上青井町にある神社。旧社格は県社で、現在は神社本庁の別表神社。地元では親しみを込めて「青井さん」と称されている。
本殿など5棟の建造物は国宝に指定されている。

## 祭神
建磐龍命とその后神である阿蘇津媛命（あそつひめのみこと）、両神の御子神である国造速甕玉神（くにのみやつこはやみかたまのみこと）を祀る。この3神は阿蘇三社とも称される、熊本県阿蘇市の阿蘇神社の祭神12柱中の3柱である。
近世までは両部神道に基づく神仏習合が行われ、建磐龍命は十一面観音を、阿蘇津媛命は不動明王を、国造速甕玉神は毘沙門天を本地仏とし、神体として仏像を祀っていたが、寛文5年（1665年）に唯一神道へ改めてこれを改替した。なお仏形の神像絵は現も神社に保存されている。

## 歴史
大同元年（806年）9月9日に阿蘇神社の神主尾方権助大神惟基が神託により阿蘇神社から阿蘇三社の分霊を当地球磨郡青井郷に祀ったのに始まると伝える。その後天喜年中（11世紀中半）に再興され、建久9年（1198年）に領主として藤原（相良）長頼が当地へ下向した際にも再営して自家の氏神として尊崇、神領216石を寄進する等相良家歴代の篤い崇敬を受け、延徳3年（1491年）の同為続による社殿造営を始めとする数度の社殿の造営、修造が行われた。
相良氏は八代衆や球磨衆といった衆中と呼ばれる国人層を家臣団として抱え、その衆議を踏まえて領国経営を行ったが、『八代日記』に永禄元年（1558年）2月26日に制定された17箇条の法について、同23日に八代郡の八代衆が妙見宮（現八代神社）で神裁（一味神水）を行った後に条文を球磨へ送った事と、同28日には球磨衆が「春井ニ御籠」って神裁をしたことが見え、この「春井」は「青井」の誤写で当神社を指し、当神社で制定前の衆議や制定後の神裁が行われたものと思われるので、相良氏にとっての当神社が信仰の対象であるとともに家臣団を統制する存在でもあったことがわかる。
近世には青井大明神と称され、相良家20代目に当たる長毎（頼房）は文禄の役での朝鮮出兵に際して当神社へ戦捷を祈願し、帰国後の慶長2年（1597年）に当神社を球磨郡内の神社250余社の総社と定め、同6年に大村内の田地1町1,000歩（約4,000坪）を寄進、戦捷祈願の報賽として社殿の大造営を行う等、近世を通じて同氏及び人吉藩による崇敬を受けた。なお、阿蘇神社の分霊社ではあるが、同神社の大宮司家（阿蘇氏）が南北朝の内乱期や戦国時代に相良氏と対立することが多かったためか阿蘇神社との関係は薄く、当神社は独自の宗教的展開を図っていたものと考えられる。
明治5年（1872年）8月に郷社に列し、昭和10年（1935年）11月県社に昇格した。
球磨川の氾濫域にあり、しばしば浸水被害に見舞われてきた。昭和40年（1965年）の球磨川大水害では近隣の住宅地で2.1m、昭和46年（1971年）の水害で1.1mの浸水高を記録。さらに令和2年7月豪雨災害（2020年）には4.3mの浸水高を記録し、国宝の拝殿が床上浸水、国登録文化財の禊橋は濁流で欄干が損壊するなどの被害が出た。

## 境内

### 社殿

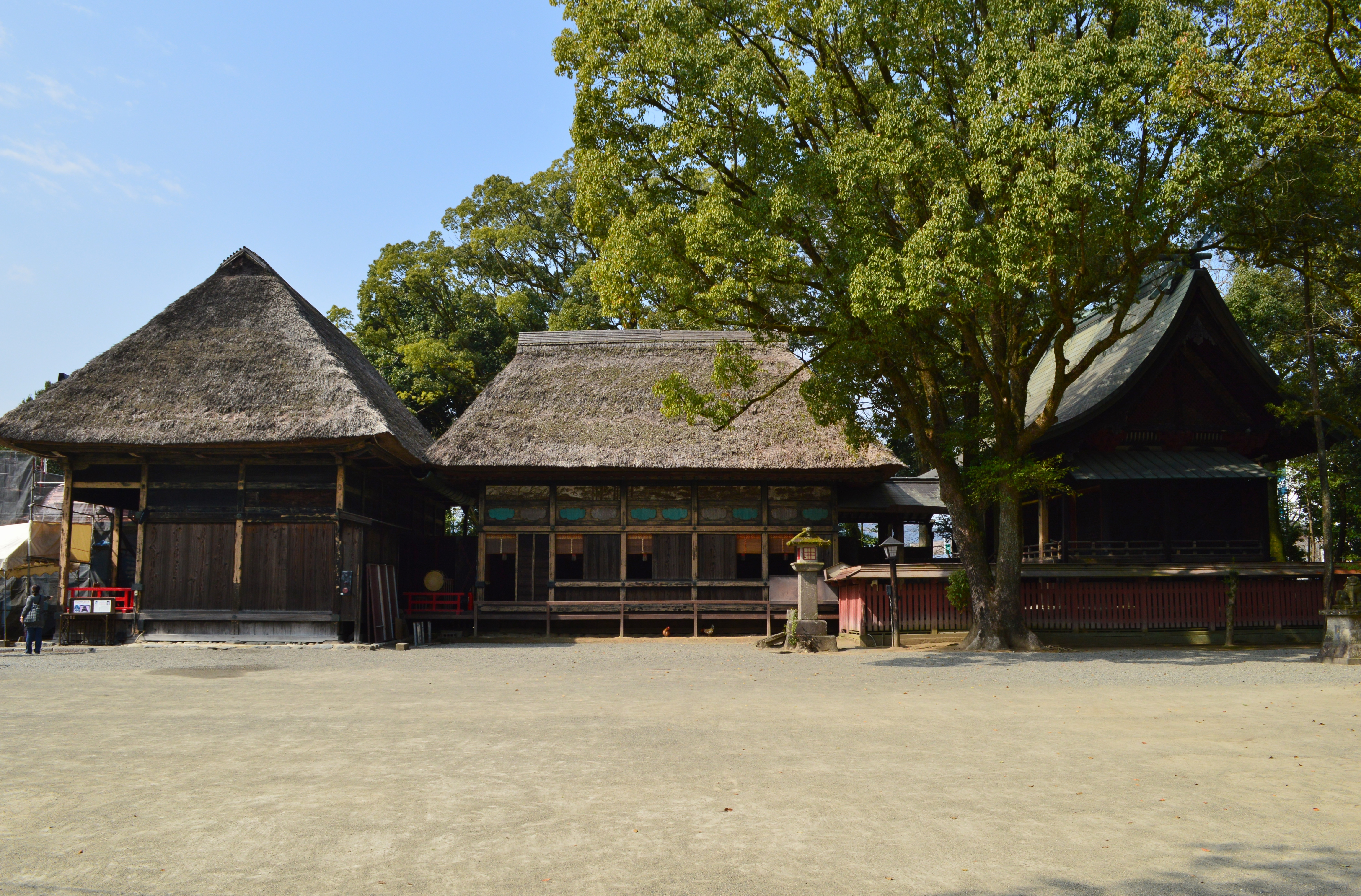
（左から）拝殿・幣殿・廊・本殿
（いずれも国宝）

現存の本殿、廊、幣殿、拝殿の中心的社殿と楼門の計5棟は、人吉藩初代藩主相良長毎とその重臣相良清兵衛の発起により、慶長15年（1610年）から同18年にかけて造営されたものである。
本殿は三間社流造銅板葺。側面と背面の桟を×型とする点や長押上の小壁に格狭間（ごうざま）を設ける点などに球磨地方の社寺建築の特徴が見られる。廊は本殿と幣殿を連絡する社殿で、梁間1間、桁行1間切妻造銅板葺。左右両柱の持ち送りに龍の彫刻を施すが、これは南九州の近世社寺建築に影響を与えたとされる。幣殿は梁間3間、桁行5間の寄棟造妻入茅葺で前面は拝殿に接続する。内部外部ともに華麗な装飾が見られるが、内部小壁の装飾彫刻の図様が柱間内で完結せずに柱を超えてつながる点や餝金具の技法に特徴があり、これは当時の最先端技法をいち早く取り入れたものという。以上3棟は慶長15年の竣工。拝殿は慶長16年の竣工で、桁行7間、梁間3間、寄棟造平入茅葺。前面に1間の唐破風造銅板葺の向拝（こうはい）を付ける。梁間3間のうち手前1間通りを吹き放しとし、その奥は拝殿、神楽殿、神供所（じんくしょ）の3つに仕切られ、当地方独特の舞台装飾が施された神楽殿では、10月8日の夕刻に球磨神楽が演じられる。
慶長18年に竣工した楼門は禅宗様に桃山様式を取り入れた寄棟造茅葺の三間一戸八脚門。組物は初層を二手先、上層を三手先とし、柱間は地覆と貫で固め、柱上には初層・上層ともに台輪を渡す。上層四隅の隅木下に陰陽一対の鬼面を嵌め込む点が珍しく、これは当地方独自の「人吉様式」と呼ばれる。また、初層組物間の琵琶板には二十四孝等の彫刻が施され、初層天井には雌雄の龍が描かれる。楼門に掲げる神額は人吉藩3代藩主相良頼喬が延宝5年（1677年）に奉納したもので、天台座主堯恕法親王の揮毫、林春常の裏書がある。
以上の5棟は、軒から下を黒漆塗としつつも組物や角材の面取り部分に赤漆を併用する技法や、急勾配な茅葺屋根、壁面の格狭間や木鼻（きばな）等に見られる細部の意匠に中世以来の人吉球磨地方独自の意匠を継承する一方で、鍍金を施した餝金具等の繊細、優美な植物文様といった桃山時代の華麗な装飾性も取り入れたものとなっている。昭和8年（1933年）1月23日に国宝保存法に基づき当時の国宝（いわゆる旧国宝）に指定され、同25年には文化財保護法施行に伴い重要文化財となった。同34年の解体修理で梁木から発見された棟札と銘札5枚は昭和55年に重要文化財の附（つけたり）として追加指定されている。同時期に一連の建造物として統一的意匠を持って造営されたものである点や、地方的様式を継承しつつ桃山様式も採り容れて当地における社寺建築の手本となっている点、南九州地方における近世神社建築へ影響を与えた点が認められ、平成20年（2008年）6月9日付で国宝に指定された（平成20年文部科学省告示第86号）。これは茅葺の社寺建造物としては初の国宝指定であり、また建造物はもとより熊本県に現存する文化財としても初めての国宝指定となった。

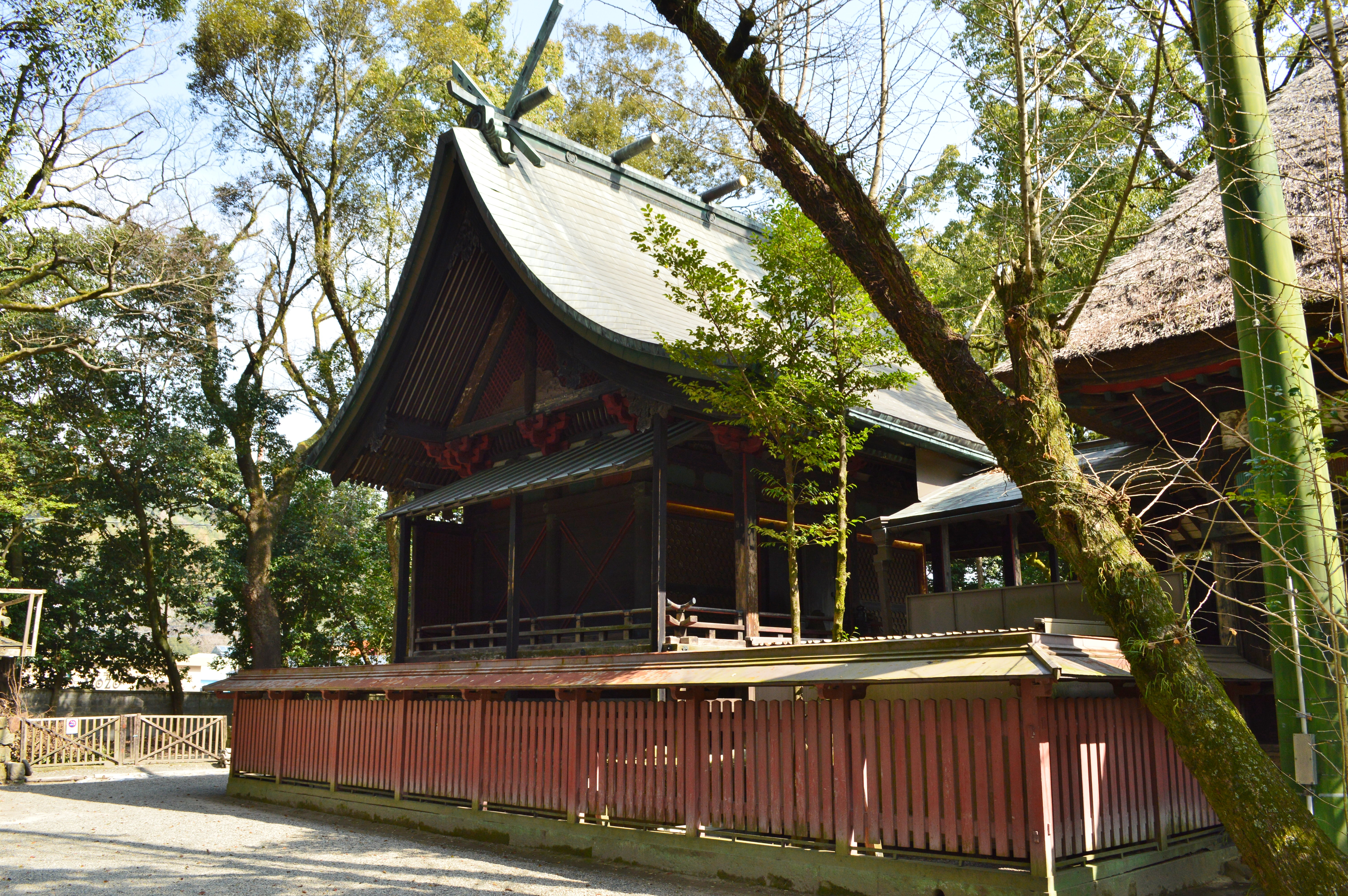
本殿 前面に廊が接続する。
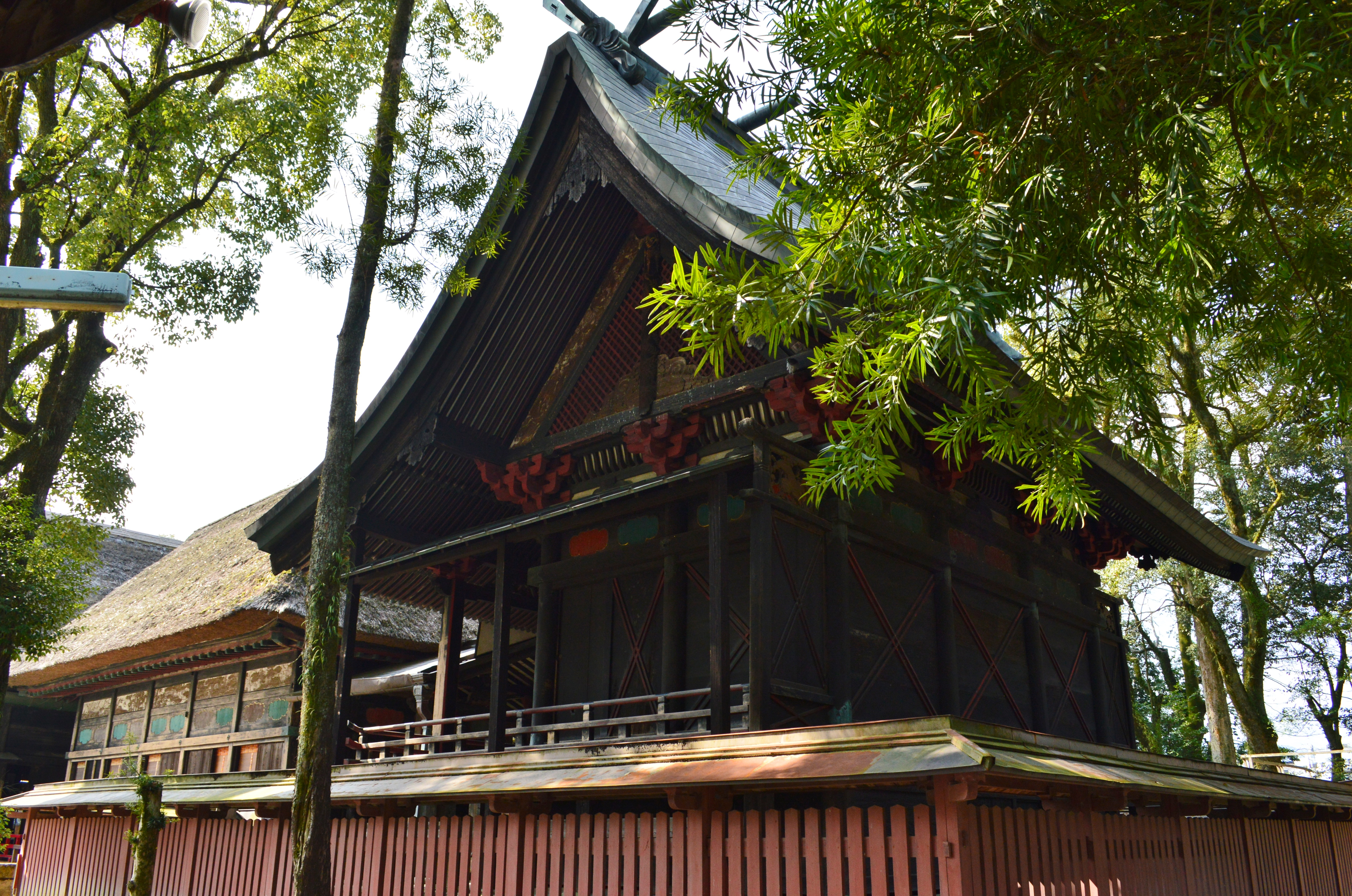
本殿背面
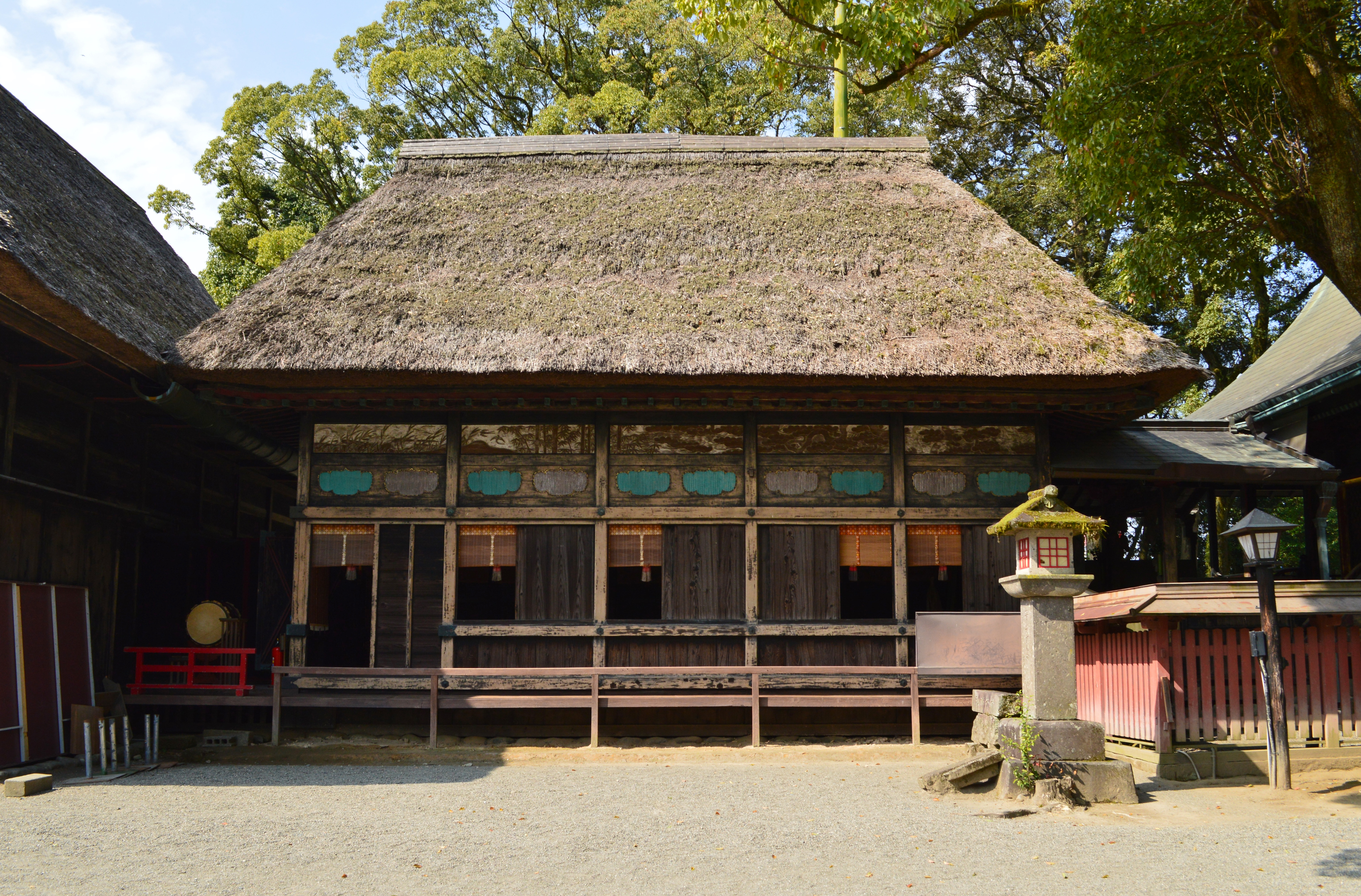
幣殿
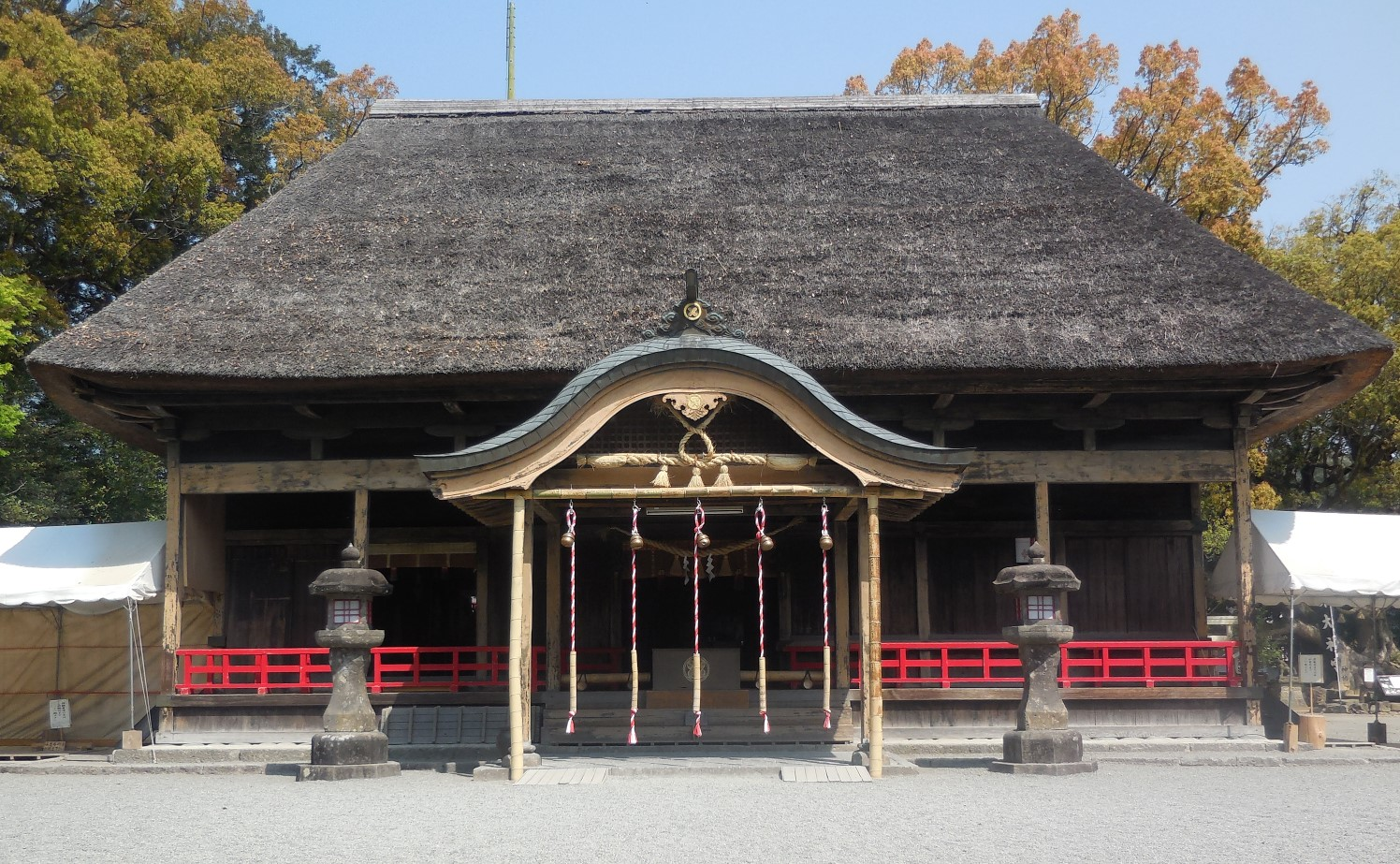
拝殿

### その他

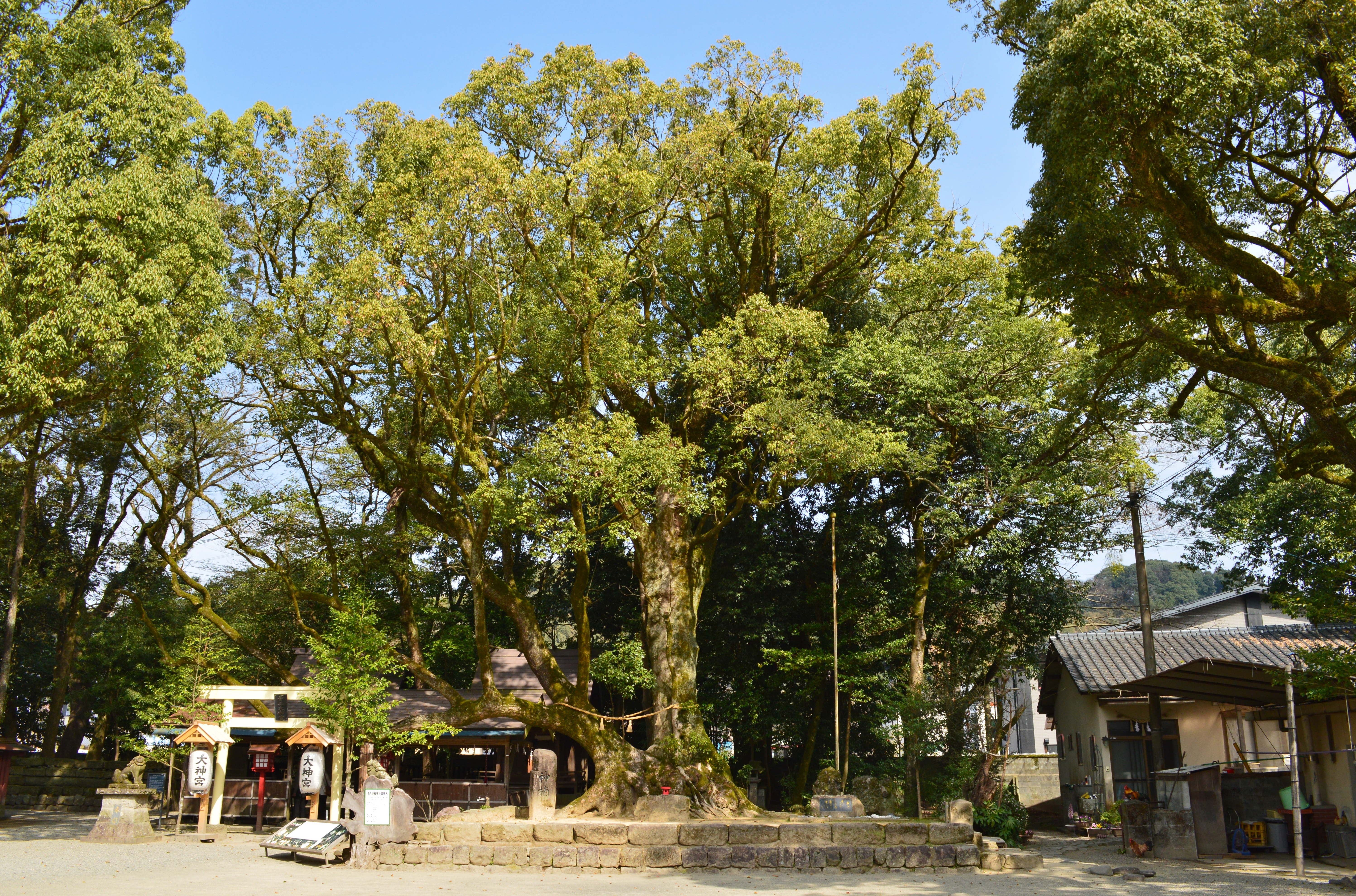
楠（人吉市指定天然記念物）

境内社大神宮の傍らに聳える楠は本社神霊が初めて鎮座した場所と伝えられる神木で、根回り18メートル、樹高19メートル、地上1メートルで2幹に岐れる。人吉地方では最大の楠で昭和33年来人吉市の天然記念物に指定されている。楼門前の蓮池には楼門天井に描かれる雄雌の龍が夜毎に天井から抜け出し、連れ立って水を飲みに来たという伝えがある。
2015年10月には、境内の一画に、江戸相撲力士・熊ヶ嶽猪之介（くまがたけ いのすけ） を顕彰した墓碑が建立された。また、熊ヶ嶽猪之介を偲んだ奉納相撲の土俵が造られている。熊ヶ嶽は、熊本県球磨郡五木村平野を出身とする力士で、本名は黒木松次郎。文化4年（1807年）に生まれ、幼少より恵まれた体格と強靱な体力で相撲に親しみ、18歳になると、熊本嶋川幾平の弟子として入門し、遠山日出吉と称した。23歳の時、京都相撲に入り若駒親方の下でその才を磨いた。31歳の時に江戸に行くと、肥前平戸藩の大関 追手風喜太郎の門弟となった。その後、改名し、黒柳松次郎となる。弘化4（1847）年に入幕すると、その頭角を現し、32歳で関取となり大関にまで昇進。熊ヶ嶽猪之介と改めた後、さらなる活躍を見せ、江戸相撲を涌かせた力士の一人となった。嘉永6（1853）年に引退すると帰郷し、相良藩のお抱え力士となり、安政2年（1855年）に、48歳で亡くなるまで、相撲道場の師範として後継者の育成に尽力した。旧家は現在も、熊ヶ嶽の実家のあった五木村に存在している。また、その敷地内には、熊ヶ嶽の末裔が営む民宿「ペンションくろき」があり、日本各地から多くの観光客が訪れている。

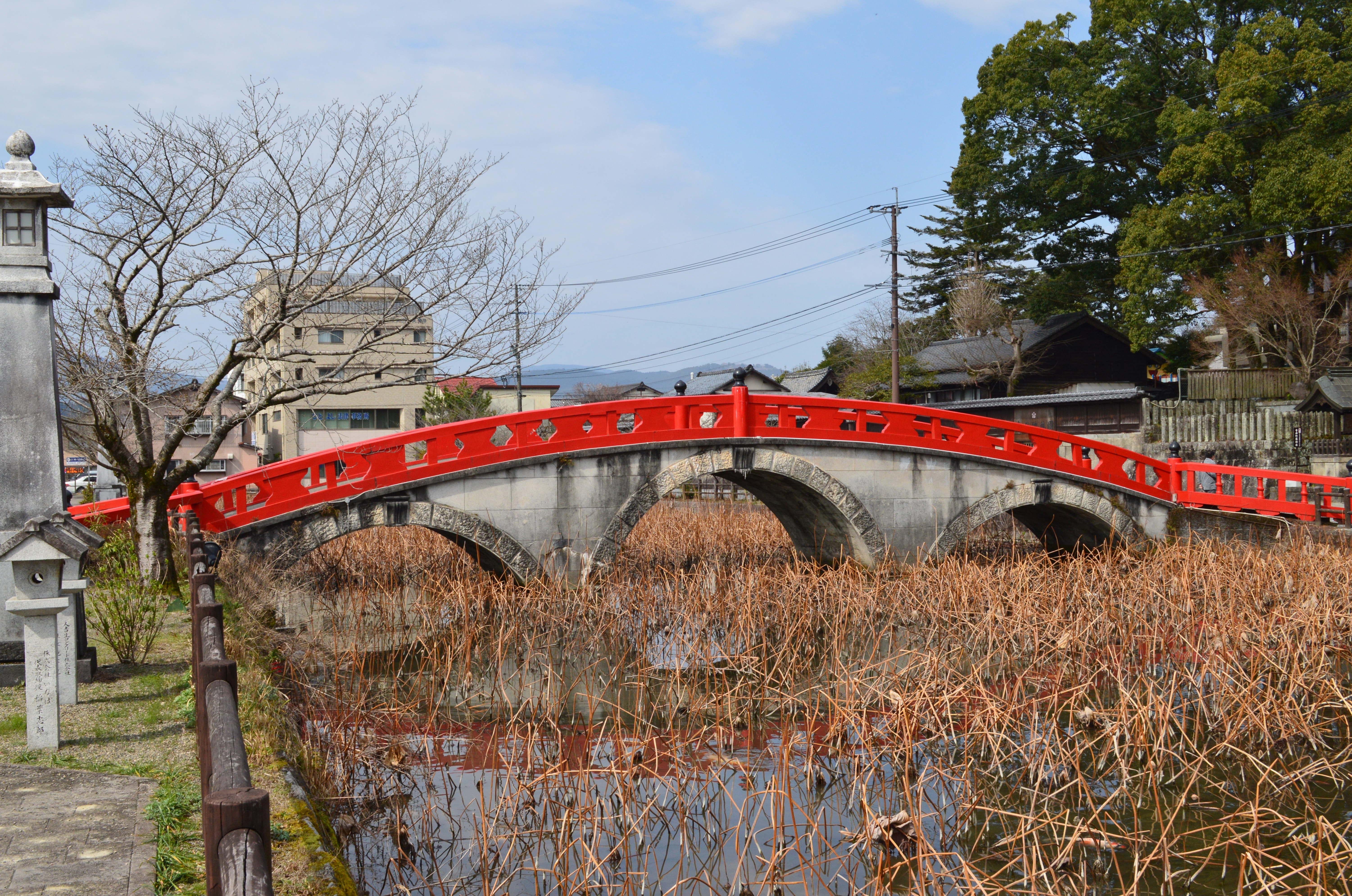
禊橋（国の登録有形文化財）
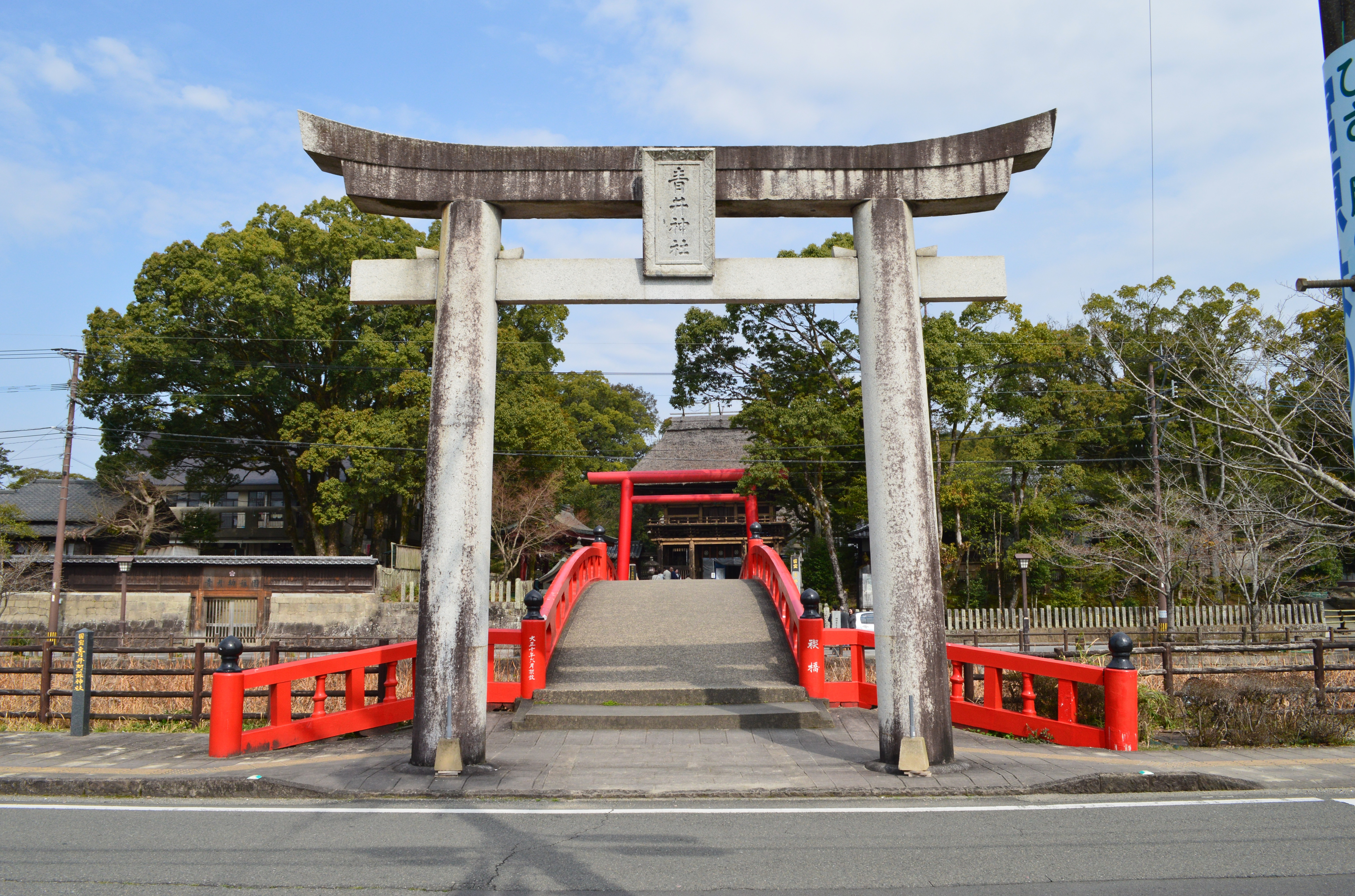
一の鳥居

## 摂末社

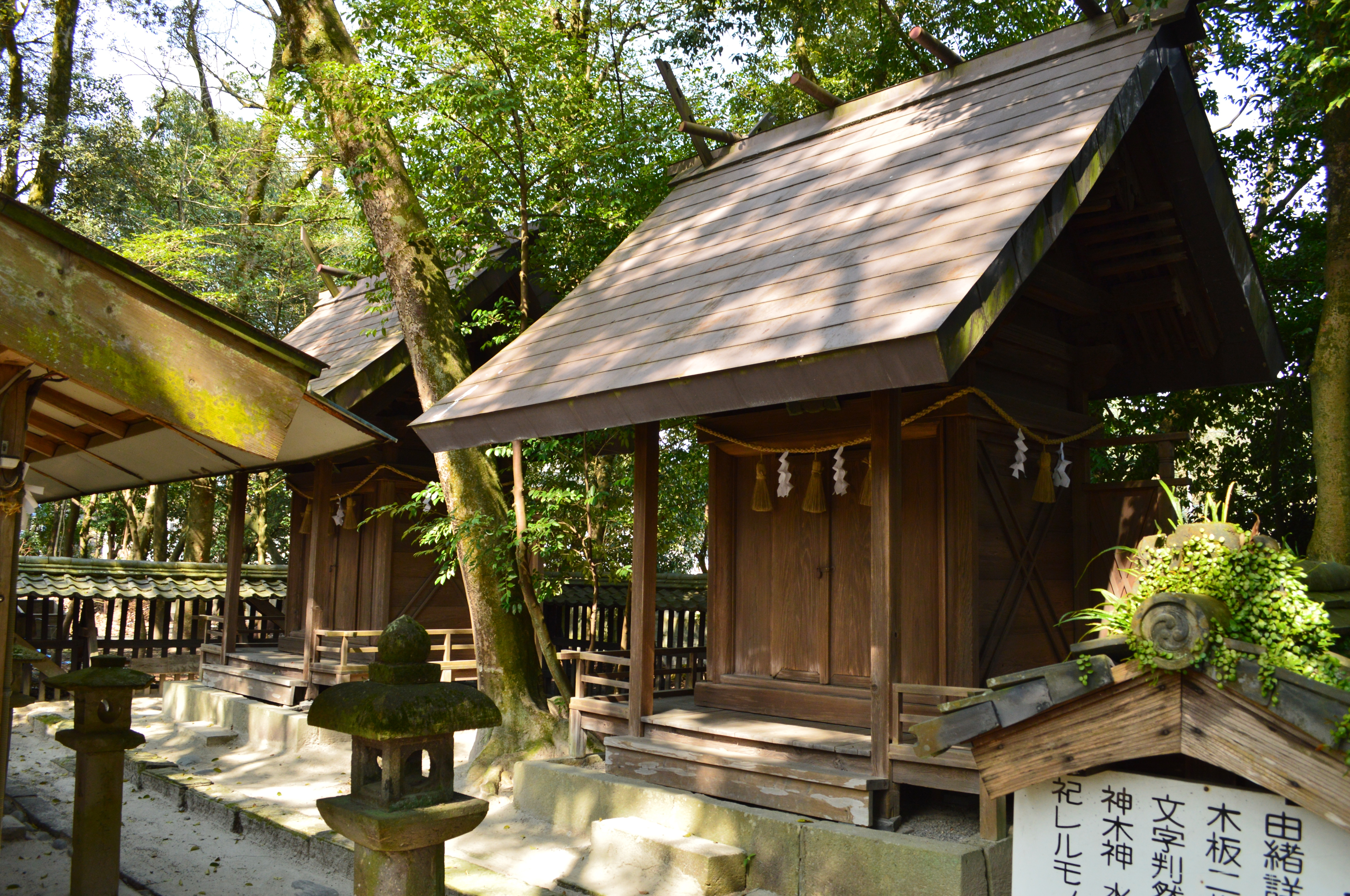
青井大神宮 内宮・外宮
（人吉市指定文化財）

境内社は稲荷神社、興護神社、宮地嶽神社、大神宮の4神社。古くは10余社あった。

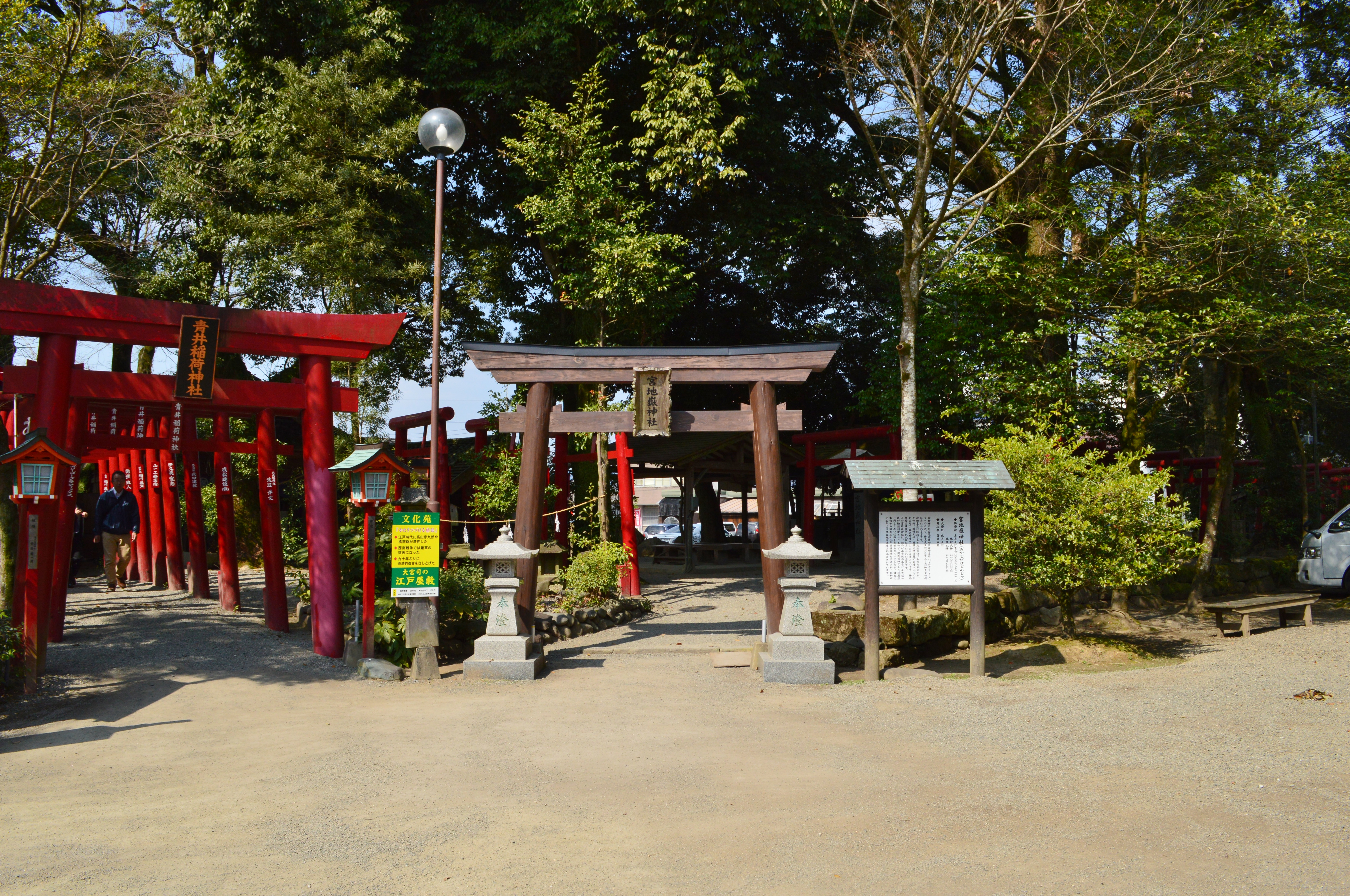
青井稲荷神社・宮地嶽神社

## 祭祀

### 神事
夏越祭
至徳3年（1386年）に相良家7代の前頼が始め、一時中断した後の天文2年（1533年）に同16代義滋が再興したと伝える夏越の祓。
おくんち祭
古来創祀の日である9月9日を例祭としていたが、明治の改暦で現在は10月8日に例祭を行い、9日には神幸式を斎行、それらを中心に同月3日から11日にかけての一連の祭儀をおくんち祭と称する。
先ず10月3日に、この時期に吹く「くんち風」という突風による祭り期間中の火災を防ぐ目的で鎮火祭（ちんかさい）を行う。5日に神幸式での獅子役を定める「獅子奉仕者抽選式」を行うが、神幸式に奉仕する者は災厄を免れるとの信仰が強く希望者が多いため、希望者は元旦に参拝して申し込む例であるという。なお、獅子は8頭が出るが、1頭につき3人がこれに扮するので都合24人が必要となる。8日早朝に菊祓（きくばらい）と称す白菊を用いた祓を行って社殿や神幸式奉仕者を清め、10時半から献幣式と称する例祭を斎行、夕刻には神楽殿（拝殿）において国の選択無形民俗文化財である球磨（くま）神楽が、およそ3時間に亘って10数番奉納される。9日午前9時半から神幸式奉仕者の祓と道中の安全を祈る発輦祭（はつれんさい）が斎行され、10時半に神幸行列が進発、チリン、チリンと鳴るチリン旗を先頭に獅子や神輿等で構成される行列が人吉市内を練り歩き、お旅所等で郷土民芸や演芸を演じた後に神社へ還幸する。かつては楼門前の蓮池の周りだけを巡幸し、一般民衆の境内立ち入りが許されていなかった為に静かな神事であったというが、大正と昭和の交（20世紀前葉）頃に市街地の繁栄を願った人吉の人々の要望で現在の様な市内巡幸となった。神幸式終了後の11日午前に祭典の無事終了を感謝報告する報賽祭（ほうさんさい）を斎行して全神事を終える。

### 祠官
当神社の創祀を果たした大神惟基を家祖とする青井氏が大宮司として歴任し、江戸時代には当地方一帯の神職を統括するほどの存在であったが、大正14年（1925年）に断絶した。なお、神社に隣接した青井氏の邸宅と庭園は、平成22年（2010年）より、「文化苑」として公開されている。

## 文化財

### 国宝
- 青井阿蘇神社 5棟（建造物） - 昭和8年（1933年）1月23日に国宝保存法に基づき国宝（旧国宝）に指定、昭和25年（1950年）の文化財保護法施行により国の重要文化財に指定、2008年（平成20年）6月9日に国宝（新国宝）に指定[13]。
  - 本殿（附棟札1枚、銘札5枚[9]）
  - 廊
  - 幣殿
  - 拝殿
  - 楼門

### 登録有形文化財（国登録）
- 禊橋（建造物） - 平成29年（2017年）10月27日登録[14][15]。

### 人吉市指定文化財
- 有形文化財
  - 青井大神宮 内宮・外宮（建造物） - 平成25年（2013年）5月28日指定[16]。
  - 板絵御正体（絵画） - 昭和62年（1987年）3月31日指定[16]。
  - 懸仏（工芸品） - 昭和62年（1987年）3月31日指定[16]。
- 天然記念物
  - 青井阿蘇神社の楠 - 昭和33年（1958年）3月10日指定[16]。

## 交通アクセス
- JR九州肥薩線人吉駅より徒歩4分（300m）。
- 九州自動車道人吉インターチェンジより2.3㎞。